# Platymiscium zehntneri
Platymiscium zehntneri är en ärtväxtart som beskrevs av Hermann August Theodor Harms. Platymiscium zehntneri ingår i släktet Platymiscium och familjen ärtväxter. Inga underarter finns listade i Catalogue of Life.